# Atemptats contra Benito Mussolini

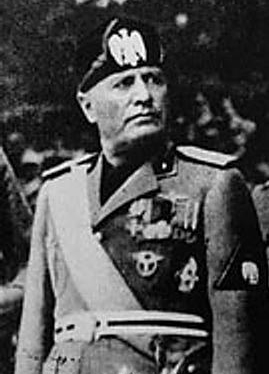
Imatge del dictador italià Benito Mussolini a Iugoslàvia. El duce va patir diversos atacs d'individus de diferents ideologies durant el seu govern.

Un cop assolit el govern de la Itàlia feixista, Benito Mussolini fou objecte d'un seguit d'atemptats contra la seva persona, duts a terme per raons d'ideologia política o bé a causa d'altres motivacions.
Precisament el mateix dia de la seva "marxa sobre Roma", el 31 d'octubre de 1922, Mussolini va escapar a una mort accidental. Mentre es trobava a Milà, un squadrista (paramilitar) es va entrebancar, disparant el seu fusell i foradant-li l'orella.

## Tito Zaniboni
El primer atemptat contra Mussolini va ser ideat el 4 de novembre de 1925 pel diputat socialista Tito Zaniboni i pel general Luigio Capello. La seva intenció era disparar el duce amb un fusell de franctirador des de les altures de l'Hotel Dragoni, davant del Palau Chigi. Tres hores abans de l'atemptat, l'organització secreta de l'OVRA va avortar els seus plans després de rebre informació d'un company que els va trair amb l'ajuda d'un espia.

## Violet Gibson
El 7 d'abril de 1926, Violet Gibson, una aristòcrata irlandesa de mitjana edat aparentment desequilibrada va disparar la seva pistola en direcció a Mussolini, fallant en dues ocasions i ferint-lo lleument al nas al tercer tret.

## Gino Lucetti
L'11 de setembre de 1926 l'anarquista Gino Lucetti va llançar un artefacte explosiu contra el cotxe oficial del Primer Ministre davant de la Porta Via de Roma. La bomba va rebotar contra la porta del vehicle i va fer finalment explosió al carrer ferint a 8 persones. Lucetti fou immobilitzat a l'acte per un vianant anomenat Ettore Perondi i després arrestat per la policia. Fou condemnat a 30 anys de presó juntament amb els altres conspiradors, mentre que Mussolini va declarar que "les bales passen, el Duce es queda". L'any 1943 Lucetti va aconseguir escapar de la presó, si bé va morir en el bombardeig que els alemanys estaven realitzant sobre l'illa d'Ischia, a la regió de Nàpols.

## Anteo Zamboni
El vespre del 31 d'octubre de 1926, durant la commemoració de la marxa sobre Roma a la ciutat de Bolonya, Anteo Zamboni, que tenia 15 anys, dispara sense encertar contra Mussolini, fregant-li el pit. Els jerarques feixistes, l'assenyalaren amb el dit davant de la massa, i els camises negres el linxaren a l'instant, clavant-li nombroses ganivetades.
Segons reconstruccions recents dels fets, l'atemptat hauria estat en realitat el resultat d'una conspiració preparada des de l'interior de les forces feixistes contràries a la normalització Mussolini, que havia esdevingut poc favorable als excessos i poders especials de les formacions esquadristes. Segons aquesta hipòtesi, per tant, el tret de pistola no hauria provingut d'Anteo Zamboni, que tan sols hauria estat víctima de les circumstàncies.
En efecte les investigacions de la policia es van desenvolupar en primer lloc en els sectors feixistes de Bolonya suposant en principi una conspiració de líders locals com Roberto Farinacci o Leandro Arpinati, si bé no van arribar a cap conclusió. En aquell moment es va arribar a la conclusió que l'atemptat seria obra d'un terrorista solitari. Investigacions posteriors a petició del Ministeri de l'Interior van seguir tenint lloc, però no van arribar sinó a la mateixa conclusió que la policia.
Els procediments penals successius van condemnar el pare i la tieta de Zamboni per haver influït al jove en la seva via política, si bé Mussolini poc temps després va decidir indultar-los tots dos, i donar suport econòmic al seu germà, que es trobava en dificultats econòmiques.

## Darrers atemptats
Mussolini va evitar d'altres atemptats el 1931 i el 1932, respectivament obra dels anarquistes Michele Schirru i Angelo Pellegrino Sbardellotto, que foren condemnats a mort per atemptat contra el cap del govern.
El 1931 Michele Schirru va anar a París, on es va entrevistar amb Emilio Lussu, i va tornar a Milà amb la intenció de matar Benito Mussolini. Durant dues setmanes va estudiar acuradament el camí a través de Villa Torlonia, Porta Pia, el Viminale, Via Nazionale i Piazza Venezia, sense creuar-se un sol moment amb l'objectiu del viatge. Desencoratjat i decebut, conegué una ballarina hongaresa, Anna Lucovszky, de la que se n'enamorà. Però la nit del dimarts 3 de febrer fou arrestat a l'Hotel Colonna, i a la comissaria intenta suïcidar-se amb la seva pistola, però la bala li travessa les galtes i sobrevisqué desfigurat. la notícia de la seva detenció, a Sardenya, la seva germana, secretària del fascio femení i el seu germà sacerdot, el negaren.
Tot i que no havia arribat a cometre cap delicte punible amb la pena de mort, fou processat per un Tribunal Especial Feixista que el 28 de maig de 1931 el va condemnar a mort amb aquesta declaració, esmentada a la sentència: « Qui atempta a la vida del Duce atempta a la grandesa d'Itàlia, atempta a la humanitat, perquè el Duce pertany a la humanitat». Malgrat que tenia la ciutadania estatunidenca, el govern dels Estats Units no reaccionà, i 29 de maig fou afusellat a Fort Braschi.

## Teoria de Pierre Milza
L'historiador francès Pierre Milza sosté que el primer ministre del Regne Unit durant la Segona Guerra Mundial, Winston Churchill, va conspirar per assassinar Benito Mussolini. Al seu llibre Els últims dies de Mussolini, l'historiador proposa que la causa hauria estat l'anterior admiració de Churchill per les idees i polítiques del feixisme i la seva voluntat d'esborrar del mapa les proves de la seva correspondència, que l'haurien posat en una situació de compromís.